# Rozstanie o poranku (wiersz)
Rozstanie o poranku (ang. Parting at Morning) – wiersz angielskiego poety Roberta Browninga stanowiący parę z utworem Spotkanie w nocy (Meeting at Night). Pierwotnie wiersz ten stanowił część dylogii Night and Morning, dopiero w późniejszych wydaniach poeta zatytułował obie części Meeting at Night i Parting at Morning

## Charakterystyka ogólna
Wiersz Rozstanie o poranku jest czterowersowym epigramatem i tym samym najkrótszym ze znanych utworów poety. Zalicza się on jednak do najpopularniejszych liryków Browninga, przedrukowywanych w licznych antologiach poezji angielskiej, najczęściej tłumaczonych na języki obce i umieszczanych na prywatnych stronach internetowych. Jest on także chętnie recytowany przez zawodowych aktorów i amatorów.

## Forma
Utwór jest napisany wierszem tonicznym czteroakcentowym, podobnie jak Spotkanie w nocy, i rymuje się abba. W pierwszym wersie można odnaleźć paronomazję cape : came i paralelizm aliteracji [c] [s] [c] [s]: cape : sudden : came : sea.
Round the cape of a sudden came the sea,
And the sun looked over the mountain's rim:
And straight was a path of gold for him,
And the need of a world of men for me.

## Treść
Utwór, który należy odczytywać w kontekście Spotkania w nocy, opisuje pojawienie się słońca nad ranem, co stanowi sygnał do rozstania kochanków. Browning wyraża prawdę, że miłość nie wystarcza człowiekowi, który potrzebuje kontaktu ze światem i z innymi ludźmi, nie tylko z ukochaną osobą.

## Przekłady
Utwór tłumaczyli na język polski Jerzy Pietrkiewicz, Juliusz Żuławski, Stanisław Barańczak i Wiktor Jarosław Darasz.